# Trauerkaufhaus
Trauerkaufhäuser, im deutschsprachigen Raum des späten 19. und frühen 20. Jahrhunderts auch unter Trauerwaren-Magazine bekannt, sind große, moderne Warenhäuser, die auf den Bereich der Ausstattung der Trauer spezialisiert sind.

## Geschichte
Besonderes Augenmerk wurde auf Riten, Kleidung, Schmuck und Accessoires der Trauer gelegt, denn ein trauriger Gemütszustand entsprach dem verdunkelten Zeitgeist der Zeit. Diese Zeitbestimmung geht auf das Bewusstsein der ständigen Erschütterungen und politischen und gesellschaftlichen Unsicherheiten zurück. Wer klassenbewusste und traditionelle Trauerkleidung trägt und die eigene Körperhaltung übertreibt, möchte seinen unsicher gewordenen sozialen Rang betonen. Die neue Bestattungsbedarfsbranche reagiert nicht nur auf diese Nachfrage, indem sie eine breite Produktpalette für Kunden mit unterschiedlichen Budgets bereitstellt. Das Trauerkaufhaus gab auch die Herausgabe des gesamten Buches in Auftrag, das über die Tradition und Notwendigkeit des Ausdrucks von Trauer in der Kleidung informiert. „So entsteht 1889, im Auftrag von Jay’s Mournign Warenhouse, Richard Daveys großformatige, luxuriös gebundene und zahlreich bebilderte „Geschichte der Trauer“ („A History of Mourning“). Es ist vermutlich das erste Buch, das anhand von werbewirksam attraktiven - historischen Beispielen versucht, eine Geschichte der Trauer und ihrer Kleidung nachzuzeichnen.“

## Sortiment

### Trauerring
Der Ring wird für alle Formen von Schmuck im Zusammenhang mit dem Tod, Memento Mori, Gedenkschmuck und Trauerschmuck verwendet. Ähnlich wie ein Ehering drückt er eine besondere Verbundenheit mit dem Verstorbenen aus, die auch nach dem Tod weiter besteht. Bei Beerdigungen im 17. und 18. Jahrhundert in England erhielten diejenigen, die an den Ritualen teilnahmen, in der Regel Ringopfer, davor waren es Kleidergeschenke und dann nur noch Trauerhandschuhe oder -bänder. Idealerweise wird der Trauerring vom Verstorbenen selbst vor dem Tod in Auftrag gegeben und soll das direkte Erbe des Annehmenden darstellen. Genau wie das übliche Trauerkleid vor und nach dem Überreichen von Geschenken, Handschuhen und Blumen entspricht der Wert des Ringes dem Grad der Verwandtschaft zum Beschenkten. Tatsächlich bedeutet dies, dass bei der Beerdigung mehrere Arten von Ringen präsentiert werden können.

### Trauerhauben
Als im 16. Jahrhundert Trauerkleidung populär wurde, schien die moderne Trauerkleidung (wie der Mary-Stuart-Hut) fast zur alten Trauerkleidung zu werden. Dies war jedoch nicht der Fall und der Schleier überlebte die neue Konkurrenz. Von nun an gibt es zwei Möglichkeiten für Trauernde, ihr Haar zu bedecken, indem sie einen Schleier oder einen Turban verwenden. Der Trauerschleier wird eher den Witwen und der Hut eher den trauernden Frauen zugeschrieben, aber dieses Regelwerk ist nicht festgelegt. Es ist die jeweilige Epoche, Klasse und Region, die bestimmen, welcher Trauernde den Schleier und wer die Maske trägt. Lediglich im Bereich der Country-Bekleidung dominiert eindeutig die Trauerkleidung. Der Unterschied zwischen dem Trauerhut und anderen Hüten besteht darin, dass er mehr vom Haupthaar bedeckt, während er schwarz ist und die Einfachheit betont. In den frühen Stadien von Beerdigungen und Trauer wurden ihre schwarzen Befestigungsgurte zu Trauergurten, das heißt, sie wurden lange Zeit losgebunden und fallengelassen. Um die „Kontroverse“ zwischen Kopftuch und Schleier weiter zu erschweren, wurden seit dem 18. Jahrhundert beide Kopfbedeckungen kombiniert getragen. Ende des 19. und Anfang des 20. Jahrhunderts, als Trauerkleidung im Friedhofsstil populär wurde, tauchte die moderne Kopftuch-Schleier-Kombination auf.

### Trauerschirm
Der schwarze Regenschirm ist ein beliebtes Motiv in den Bildern des 19. oder 20. Jahrhunderts und stellt die Bestattungsszene bei Regenwetter dar. Der Bestattungsschirm als Versteck: Bestattungsschirme wurden im 19. und 20. Jahrhundert als tragbare Verstecke zur Linderung von Leiden eingesetzt. Besonders sensible und gebildete Damen, die den Blick nicht verlieren oder ihnen zeigen wollen, wie man Tränen überwindet, können sich unter den Falten des Trauerschleiers, hinter dem Trauerfächer oder unter dem Trauerschirm verstecken. Der Bestattungsschirm ist ein Symbol für den Status von Witwen: Für gleichaltrige Witwen kann der Regenschirm ein beredtes Merkmal ihres Status darstellen: Manche Witwen haben den Schirm in die umgekehrte Richtung eingeschlagen, mit dem Handstück nach unten.
Auf diese Weise zeigte sie ihren verdrehten Lebenszustand, den sie verlor durch den Verlust ihres Mannes.

### Trauerfächer

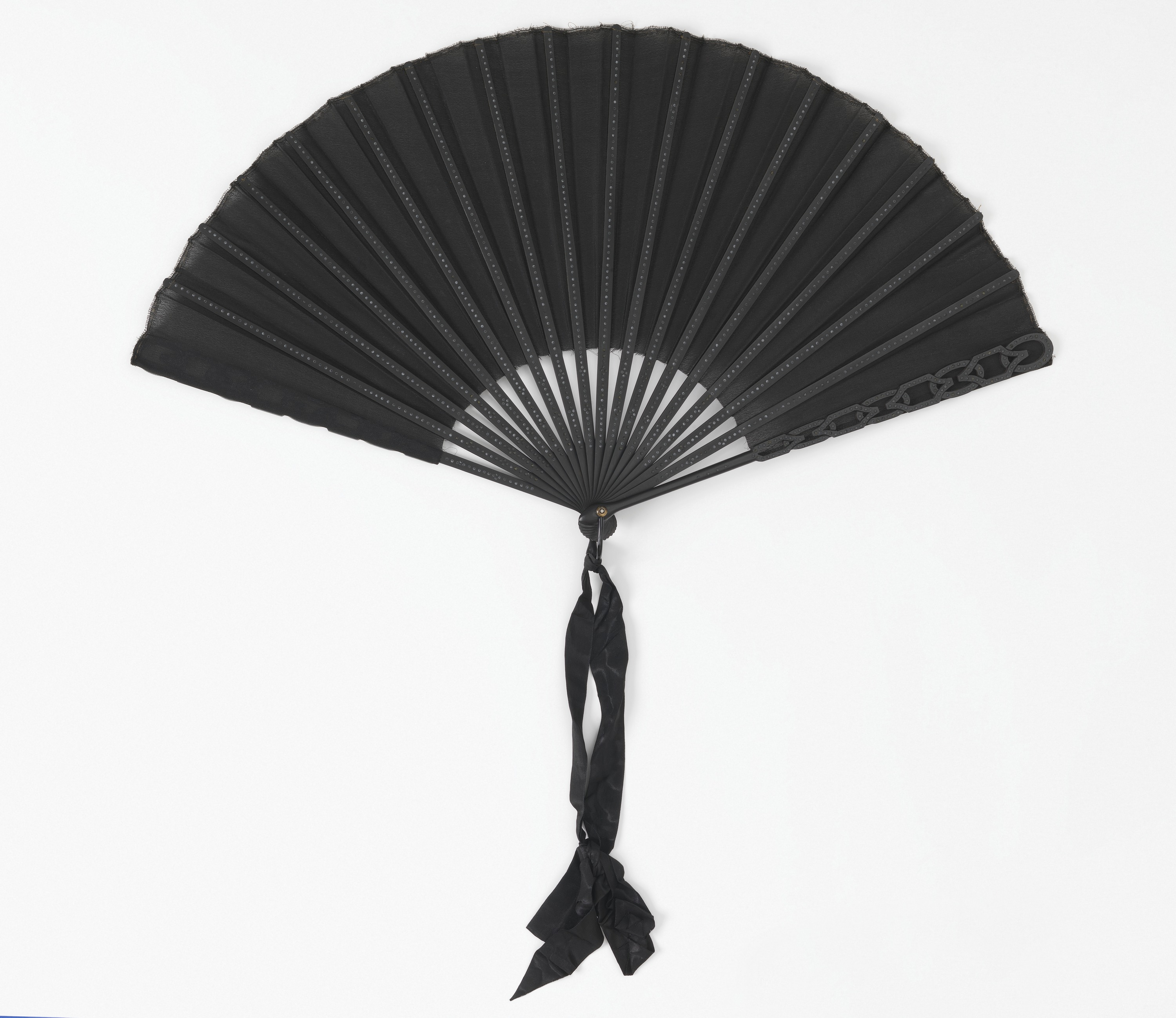
Trauerfächer

Der Trauerfächer ist ein Accessoire für die gebildete Dame, ein Ausdruck der Trauer und ein Versteck für den Schmerz des Verlustes, wenn dieser den Trauernden in Form von Tränen überwältigt. Mit all dem kann sie den Schmerz hinter dem Trauerschleier, unter dem Trauerschirm und sogar hinter dem Trauerfächer verbergen. Gleichzeitig sind Bestattungsfächer immer ein bisschen kokett, besonders ausgefallen sind die historischen Hofbestattungsfächer.

### Tränentuch
Die Funktion von Träne oder Trauertaschentuch liegt zwischen Trauerschmuck und Trauerblume. Eine zarte und komplette Trauergarderobe sollte nicht an Tränen fehlen. Es gibt zwei Arten: eine ist echt und die andere wird verwendet, um Traurigkeit auszudrücken. Der erste sollte nicht zu empfindlich sein, und die Dekoration ist einfacher, meist aus Baumwolle. Andererseits ist die zweite mit goldener und silberner Seide und wunderschönen Trauermustern bestickt, die in Bezug auf die Materialien so wertvoll wie möglich sind. Tränen sollten nie nur ein Accessoire, sondern immer ein Symbol sein.